# Jisra’el Rokach

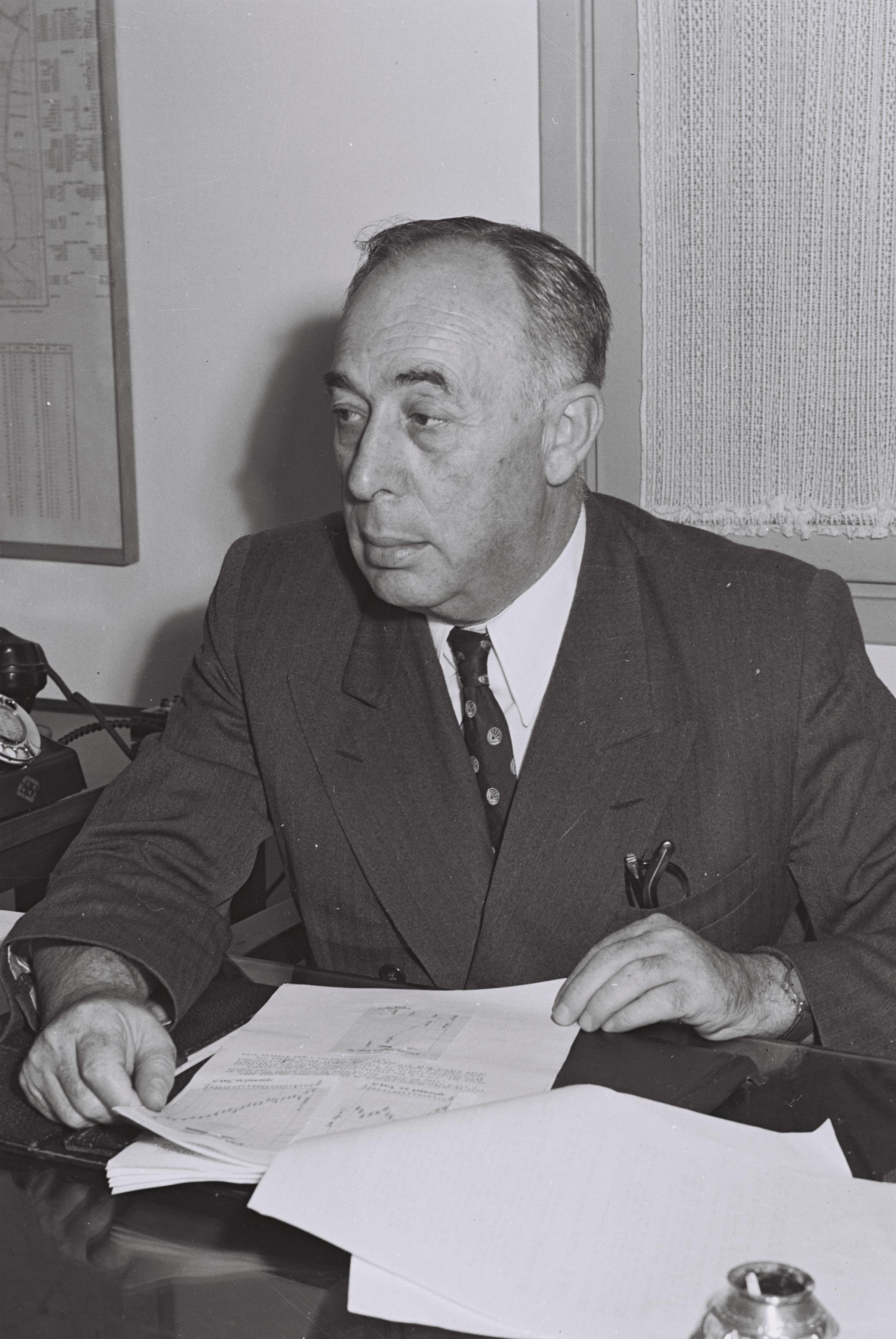
Jisra’el Rokach

Jisra’el Rokach, Honorary CBE (hebräisch ישראל רוקח; geboren 31. Dezember 1896 in Neve Tzedek, Jaffa; gestorben 13. September 1959 in Tel Aviv) war ein israelischer Politiker, Knessetabgeordneter, Bürgermeister von Tel Aviv vom 15. November 1936 bis zum 13. April 1953. Von 1952 bis 1955 war er Innenminister.

## Auszeichnungen
- Honorary OBE (1938)[2]
- Honorary CBE (1945)[3]